# Franz Dinda

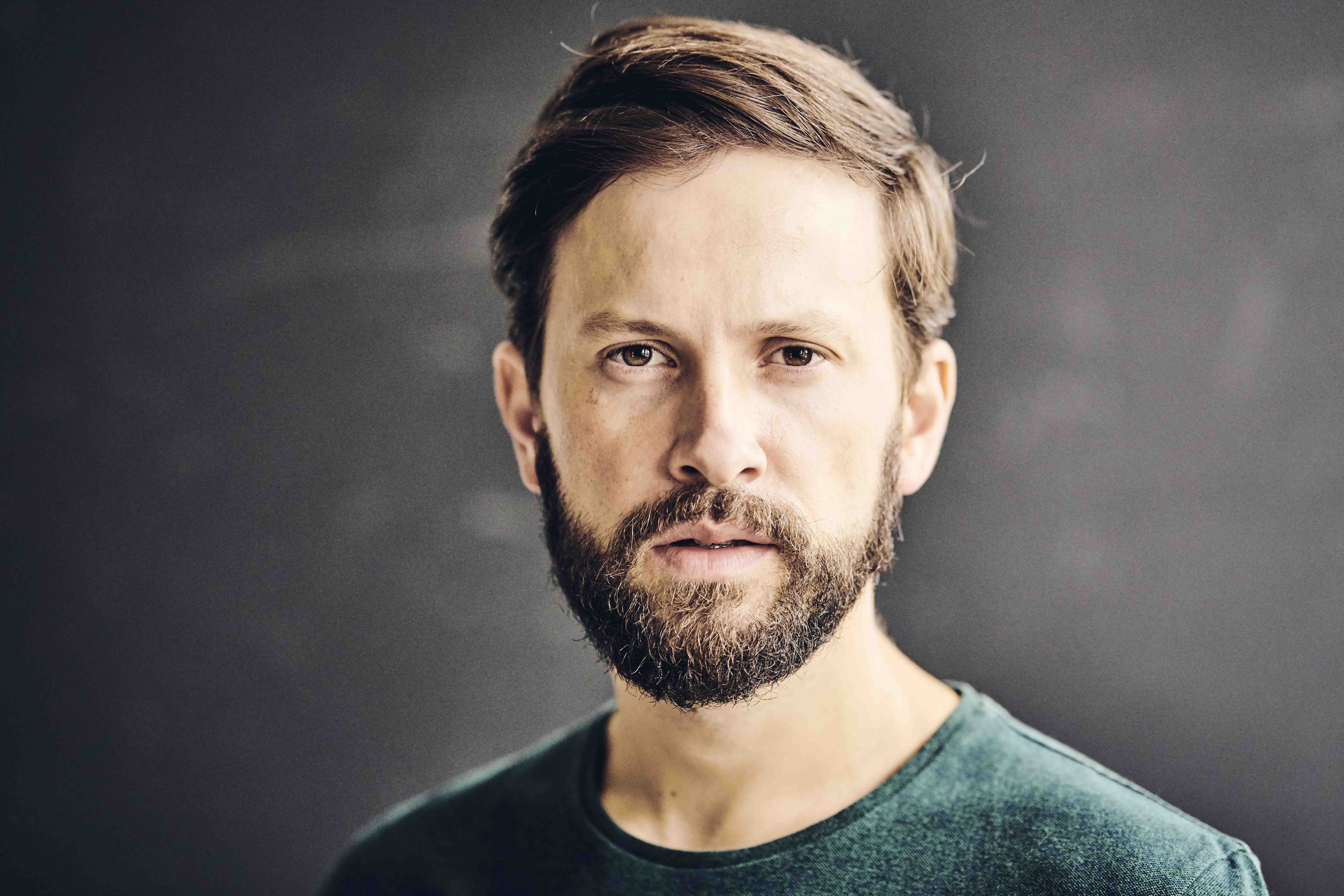
Franz Dinda (2018)

Franz Alexander Dinda (* 25. März 1983 in Jena) ist ein deutscher Schauspieler, Autor und Künstler.

## Leben

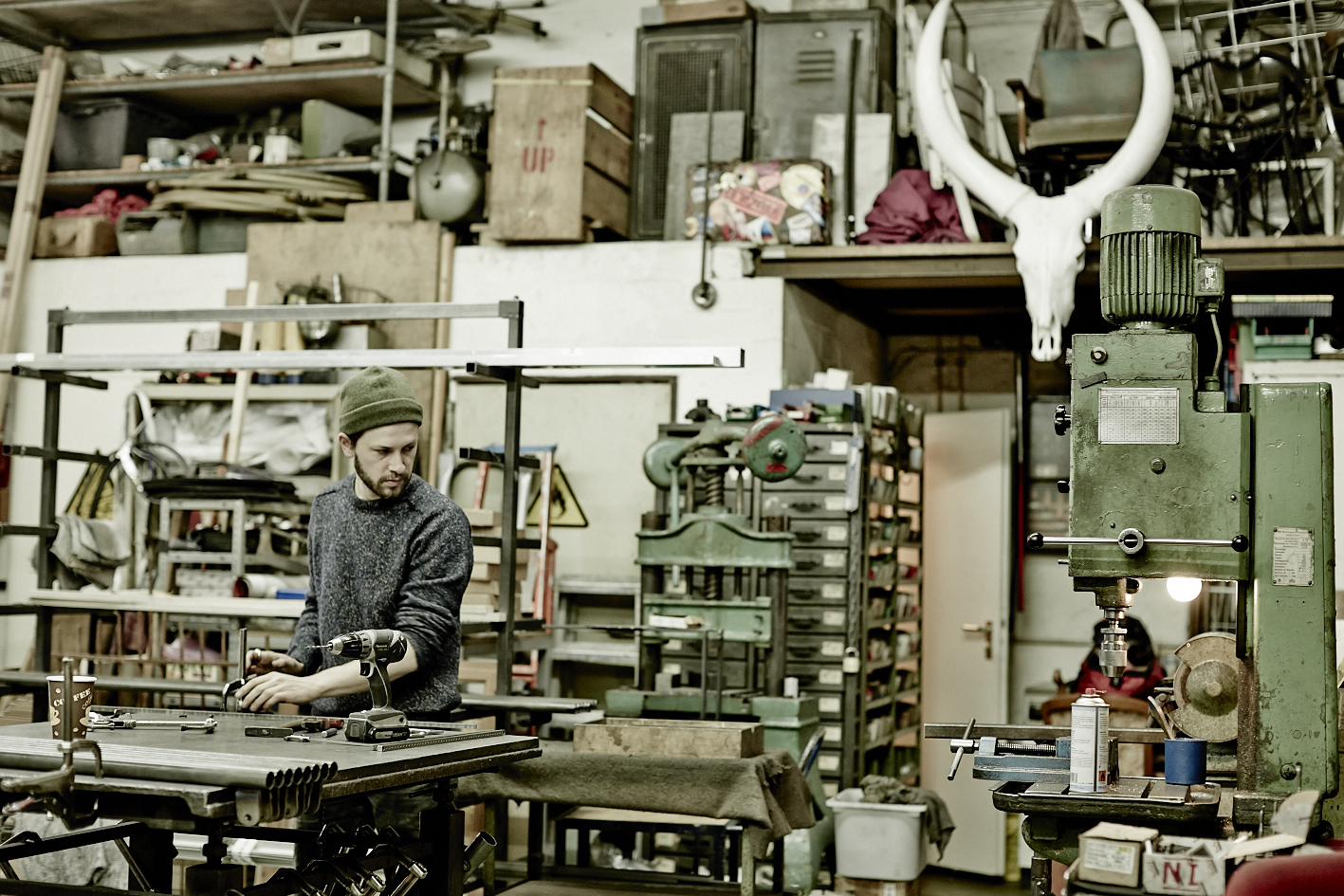
Franz Dinda in seinem Atelier

Ein halbes Jahr vor der Wende siedelte Franz Dinda gemeinsam mit seiner Mutter, der Pastorin Renate Dinda, in die Bundesrepublik Deutschland über. Die Familie zog nach Auenwald, wo seine Mutter eine Pfarrstelle in Lippoldsweiler übernahm. Dinda besuchte die Schule in Weissach im Tal. Er ist verheiratet, hat zwei Kinder und lebt in Berlin.
Sein Interesse für die Schauspielerei entdeckte er in der Schul-Theater-AG. Daneben spielte er sechs Jahre Trompete, war von 1992 bis 1996 Mitglied im Knabenchor collegium iuvenum Stuttgart und moderierte drei Jahre lang für Four Music die Internetradiosendung Shuffled.
Zur Schauspielerei führte ihn ein Anruf bei der Telefonauskunft, durch den er 1998 sämtliche Stuttgarter Nummern rund um das Thema Film erhielt. Unter ihnen der Kontakt zur Casting-Agentur Brody Casting, durch die Dinda seine ersten Engagements vermittelt wurden.
Seinen ersten Auftritt im Fernsehen hatte er 1999 in einem Lustiges-Taschenbuch-Werbespot. Mit 17 Jahren wurde er zudem für die Jugendserie Fabrixx engagiert, in der er bis 2003 mitwirkte und so Erfahrung vor der Kamera sammeln konnte. Nach seinem Abitur, das er 2003 abgelegt hat, zog er nach Berlin und absolvierte eine private Schauspielausbildung.
Der Durchbruch gelang Dinda schließlich 2006 mit seiner Darstellung des Elmar in der Literaturverfilmung Die Wolke. Hierfür wurde er im gleichen Jahr mit dem New Faces Award ausgezeichnet. 2007 erhielt er darüber hinaus den Förderpreis des Deutschen Fernsehpreises für Blackout – Die Erinnerung ist tödlich.
Parallel zu seiner Tätigkeit als Schauspieler ist Dinda als Autor und Künstler tätig. So betreibt er ein eigenes Atelier in Berlin-Kreuzberg, in dem er unter dem Projektnamen ReimRaum komplexe Lyrikmaschinen entwirft und auch selbst baut. Für die Bühne entwickelte er das Programm „ReimKlang“, ein Crossover aus Lesung, Filmvorführung und Konzert, das sein künstlerisches Schaffen zusammenfasst. 2018–2020 gestaltete Dinda zeitweise Accessoires und Schmuckstücke, die durch Arbeiten der Wiener Werkstätte inspiriert sind. Seit 2019 widmet er sich intensiv dem Werk Ernst Ludwig Kirchners und rekonstruiert dessen umfangreichstes Skizzenbuch – auch mit Hilfe öffentlicher Suchaufrufe.
Sein Autorendebüt gab er im September 2010 mit dem Gedichtband Ein BilderReimbuch über Liebe, das durch künstlerische Arbeiten von Armin Mueller-Stahl, Norbert Bisky, Jonathan Meese, Michael Birn, Kent Williams, Bodo Vitus und Udo Lindenberg illustriert wurde. Das Buch wurde für die Hotlist nominiert.
Im Februar 2013 erschien mit Kavalier an Dame – 12 leidenschaftliche Poetkarten Franz Dindas zweite Arbeit, das gleichzeitig sein Regiedebüt darstellte. Die hieraus entstandene gleichnamige Kurzfilmcollage wurde zu den 47. Internationalen Hofer Filmtagen im Oktober 2013 eingeladen. Max Moor, Alexander Scheer, Edin Hasanović, Fabian Busch, Ulrich Matthes, Mirco Kreibich, Sabin Tambrea, Axel Bosse, Norbert Bisky, Herbert Knaup, Robert Gwisdek und Jan Henrik Stahlberg nahmen sich der einzelnen Texte an.
Auch als Interpret für Hörbücher ist Dinda erfolgreich. So wurde er 2018 bereits zum zweiten Mal für die Longlist des Deutschen Hörbuchpreises als Bester Interpret nominiert.
Als Schauspieler sah ihn das Publikum in den letzten Jahren in der internationalen Highend-Serie Das Boot, in der er seit vier Staffeln als leitender Ingenieur „LI“ Robert Ehrenberg in die Fußstapfen von Klaus Wennemann getreten ist. Als Titelheld der dritten Staffel ist er an der Seite des kürzlich verstorbenen Ray Stevenson zu sehen, der seinen Gegenspieler mimt.

## Filmografie (Auswahl)
- 2002–2004: Fabrixx (Fernsehserie, 4 Folgen)
- 2003: Berlin – Eine Stadt sucht den Mörder (Fernsehfilm)
- 2004: Autobahnraser
- 2004: Der letzte Zeuge – Die Jungs aus Dahlem (Fernsehserie)
- 2004: Beauty Queen (Fernsehserie, 4 Folgen)
- 2004: Endlich Sex! (Fernsehfilm)
- 2004–2005: Das Traumschiff (Fernsehserie, 2 Folgen)
- 2005: Abschnitt 40 – Gefahr im Verzug (Fernsehserie)
- 2005: Speer und Er (Miniserie)
- 2005: Schulmädchen – Teppichluder (Fernsehserie)
- 2005: Die Gerichtsmedizinerin – Der Sohn des Mörders (Fernsehserie)
- 2005: Am Tag als Bobby Ewing starb
- 2006: Die Kette (Fernsehfilm)
- 2006: Die Wolke
- 2006: Blackout – Die Erinnerung ist tödlich (Miniserie)
- 2006: Tatort – Nachtwanderer (Fernsehreihe)
- 2007: GSG 9 – Ihr Einsatz ist ihr Leben – Abgewiesen (Fernsehserie)
- 2007: Das Glück am anderen Ende der Welt (Fernsehfilm)
- 2007: Küstenwache – Die letzte Chance (Fernsehserie)
- 2007: Kein Bund für’s Leben
- 2008: Großstadtrevier – Prüfungen (Fernsehserie)
- 2008: Mogadischu (Fernsehfilm)
- 2008: Der Kriminalist – Schein und Sein (Fernsehserie)
- 2008: Teenage Angst
- 2008: Im Winter ein Jahr
- 2008: Sklaven und Herren
- 2008: Polizeiruf 110 – Verdammte Sehnsucht (Fernsehreihe)
- 2008: Tatort – Liebeswirren (Fernsehreihe)
- 2009: Willkommen zuhause (Fernsehfilm)
- 2009: Jenseits der Mauer (Fernsehfilm)
- 2009: Berlin 36
- 2010: Der Staatsanwalt – Abgeschirmt (Fernsehserie)
- 2010: Ein starkes Team – Dschungelkampf (Fernsehreihe)
- 2010: Morgen musst Du sterben (Fernsehfilm)
- 2010: Schurkenstück (Fernsehfilm)
- 2011: Go West – Freiheit um jeden Preis (Fernsehfilm)
- 2011: Polizeiruf 110 – Zwei Brüder (Fernsehreihe)
- 2011: Westwind
- 2012: Ludwig II.
- 2012: Das Leben ist nichts für Feiglinge
- 2012: Eine mörderische Entscheidung (Fernsehdokumentation)
- 2013: Nacht über Berlin (Fernsehfilm)
- 2013: Fliegen lernen (Fernsehfilm)
- 2013: Der Bulle und das Landei – Ich sehe was, was du nicht siehst und das ist … tot (Fernsehserie)
- 2013: Der Medicus
- 2014: Tatort – Frühstück für immer (Fernsehreihe)
- 2014: Die Spiegel-Affäre (Fernsehfilm)
- 2014: Siebenschön (Fernsehfilm)
- 2015: Der Himmel zwischen den Welten (Fernsehfilm)
- 2015: Käthe Kruse (Fernsehfilm)
- 2015: Der Bankraub (Fernsehfilm)
- 2016: Die Glasbläserin (Fernsehfilm)
- 2017: Honigfrauen (Miniserie)
- 2017: Babylon Berlin (Fernsehserie, 2 Folgen)
- 2018: Ronny & Klaid
- 2018–2022: Das Boot (Fernsehserie, 18 Folgen)
- 2019: Die Informantin – Der Fall Lissabon (Fernsehfilm)
- 2019: Brecht
- 2019: 23 Morde – Bereit für die Wahrheit? (Fernsehserie)
- 2020: Matze, Kebab und Sauerkraut
- 2020: Das Tal der Mörder (Fernsehfilm)
- 2021: Der Kroatien-Krimi: Jagd auf einen Toten (Fernsehreihe)
- 2023: München Mord: Damit ihr nachts ruhig schlafen könnt (Fernsehreihe)
- 2023: Nord bei Nordost - Westend (Krimireihe)
- 2024: Wo wir sind, ist oben (Miniserie)
- 2024: Verhängnisvolle Leidenschaft Sylt (Fernsehfilm)

## Bibliographie
| Jahr | Titel                                              | Verlag                  |
| ---- | -------------------------------------------------- | ----------------------- |
| 2010 | Ein BilderReimbuch über Liebe                      | weissbooks.w            |
| 2013 | Kavalier an Dame – 12 leidenschaftliche Poetkarten | Schwarzkopf&Schwarzkopf |

## Hörbücher/Hörspiele
| Jahr | Genre    | Titel                                                          | Regie           |
| ---- | -------- | -------------------------------------------------------------- | --------------- |
| 2009 | Hörspiel | Lohnarbeit und Liebesleid                                      | Antje Vowinckel |
| 2014 | Hörbuch  | Heinz Helle – Der beruhigende Klang von explodierendem Kerosin | Sven Stricker   |
| 2014 | Hörbuch  | Lutz Seiler – Kruso                                            | NDR Kultur      |
| 2015 | Hörspiel | Adrain McKinty – Der katholische Bulle                         | Sven Stricker   |
| 2016 | Hörspiel | Goethe in Italien                                              | David Maier     |
| 2017 | Hörbuch  | Leinsee                                                        | Boris Heinrich  |
| 2018 | Hörbuch  | Lempi, das heißt Liebe                                         | Harald Krewer   |
| 2019 | Hörbuch  | Dror Mishani – Drei                                            | Boris Heinrich  |
| 2022 | Hörbuch  | Dror Mishani – Vertrauen                                       | Boris Heinrich  |
| 2022 | Hörbuch  | Dror Mishani – Vermisst                                        | Boris Heinrich  |
| 2023 | Hörbuch  | Dror Mishani – Die Möglichkeit eines Verbrechens               | Boris Heinrich  |

## Auszeichnungen
- 2006: Gewinner New Faces Award als bester Nachwuchsschauspieler für Die Wolke[17]
- 2006: Nominierung Undine Award als bester jugendlicher Hauptdarsteller in einem Kinofilm für Die Wolke[17]
- 2007: Gewinner Deutscher Fernsehpreis in der Kategorie Förderpreis für Blackout – Die Erinnerung ist tödlich[17]
- 2009: Nominierung Günter-Strack-Fernsehpreis als bester Nachwuchsschauspieler für Sklaven und Herren[17]
- 2010: Gewinner TV Movie Award der TV Movie in der Kategorie Bester Newcomer[19]
- 2010: Nominierung Ein Bilderreimbuch über Liebe für die Hotlist
- 2010: Gewinner Gentleman of the Year der Zeitschrift Musikexpress[20]

## Moderation
- 2000–2003: Moderation der Four-Music-Internetradiosendung Shuffled
- 2010: Moderation First Steps
- 2010: Moderation Kinoprogrammpreis NRW
- 2013: Moderation Preis der Nationalgalerie für junge Kunst
- 2014: Moderation Künstler gegen Aids
- 2018: Moderation Moet Academy Night